# Rezolucja Rady Bezpieczeństwa ONZ nr 196
Rezolucja Rady Bezpieczeństwa ONZ nr 196 została przyjęta jednomyślnie 30 października 1964 r.
Po przeanalizowaniu wniosku Malty o członkostwo w Organizacji Narodów Zjednoczonych, Rada zaleciła Zgromadzeniu Ogólnemu przyjęcie tego państwa do swojego grona.

## Źródło
- UNSCR - Resolution 196